# Mona Bollerud
Mona Bollerud (* 1968 in Øvre Eiker) ist eine ehemalige norwegische Biathletin.
Bei ihrem ersten Weltcupeinsatz beim ersten Weltcup in Oslo gelang Bollerud ihr einziger Weltcupsieg im Sprint. In den nächsten beiden Jahren gelangen ihr vor allem im Mannschaftswettbewerb Podiumsplatzierungen. Ihr bestes Einzelergebnis bei Weltmeisterschaften erreichte sie bei den Weltmeisterschaften 1988 in Frankreich mit einem fünften Platz. Mit der Mannschaft und der Staffel belegt sie bei Weltmeisterschaften jeweils einen zweiten Platz. Bei den Norwegischen Meisterschaften war Bollerud vor allem mit der Staffel erfolgreich. Bollerud gewann die Staffelrennen 1989, 1991 und 1992 für die Region Buskerud. Außerdem gewann sie 1989 das Einzel-Rennen der Meisterschaften.

## Statistik

### Weltcupsiege
| Nr. | Datum         | Ort  | Disziplin     |
| --- | ------------- | ---- | ------------- |
| 1.  | 13. März 1988 | Oslo | Sprint (5 km) |

### Biathlon-Weltcup-Platzierungen
Die Tabelle zeigt alle Platzierungen (je nach Austragungsjahr einschließlich Olympische Spiele und Weltmeisterschaften).
- 1.–3. Platz: Anzahl der Podiumsplatzierungen
- Top 10: Anzahl der Platzierungen unter den ersten zehn (einschließlich Podium)
- Punkteränge: Anzahl der Platzierungen innerhalb der Punkteränge (einschließlich Podium und Top 10)
- Starts: Anzahl gelaufener Rennen in der jeweiligen Disziplin

| Platzierung         | Einzel | Sprint | Verfolgung | Massenstart | Team | Staffel | Gesamt |
| ------------------- | ------ | ------ | ---------- | ----------- | ---- | ------- | ------ |
| 1. Platz            |        | 1      |            |             |      |         | 1      |
| 2. Platz            | 1      |        |            |             | 2    | 1       | 4      |
| 3. Platz            |        |        |            |             |      |         |        |
| Top 10              | 1      | 2      |            |             | 2    | 2       | 7      |
| Punkteränge         | 4      | 3      |            |             | 2    | 2       | 11     |
| Starts              | 5      | 4      |            |             | 2    | 2       | 13     |
| Stand: Karriereende |        |        |            |             |      |         |        |

### Weltmeisterschaften
| Weltmeisterschaften | Weltmeisterschaften         | Einzelwettbewerbe | Einzelwettbewerbe | Teamwettbewerbe | Teamwettbewerbe |
| Jahr                | Ort                         | Einzel            | Sprint            | Damenstaffel    | Mannschaft      |
| ------------------- | --------------------------- | ----------------- | ----------------- | --------------- | --------------- |
| 1988                | Chamonix                    | 20.               | 5.                | 2.              | -               |
| 1989                | Feistritz an der Drau       | 10.               | 23.               | -               | 2.              |
| 1990                | Minsk, Oslo und Kontiolahti | 21.               | -                 | -               | -               |